# Онгрес
Онгрес (фр. Angresse) је насељено место у Француској у региону Аквитанија, у департману Ланд.
По подацима из 2011. године у општини је живело 1657 становника, а густина насељености је износила 215,76 становника/km².

## Демографија
| 1962. | 1968. | 1975. | 1982. | 1990. | 2011. |
| ----- | ----- | ----- | ----- | ----- | ----- |
| 348   | 388   | 492   | 653   | 877   | 1.657 |